# Kruisplaat

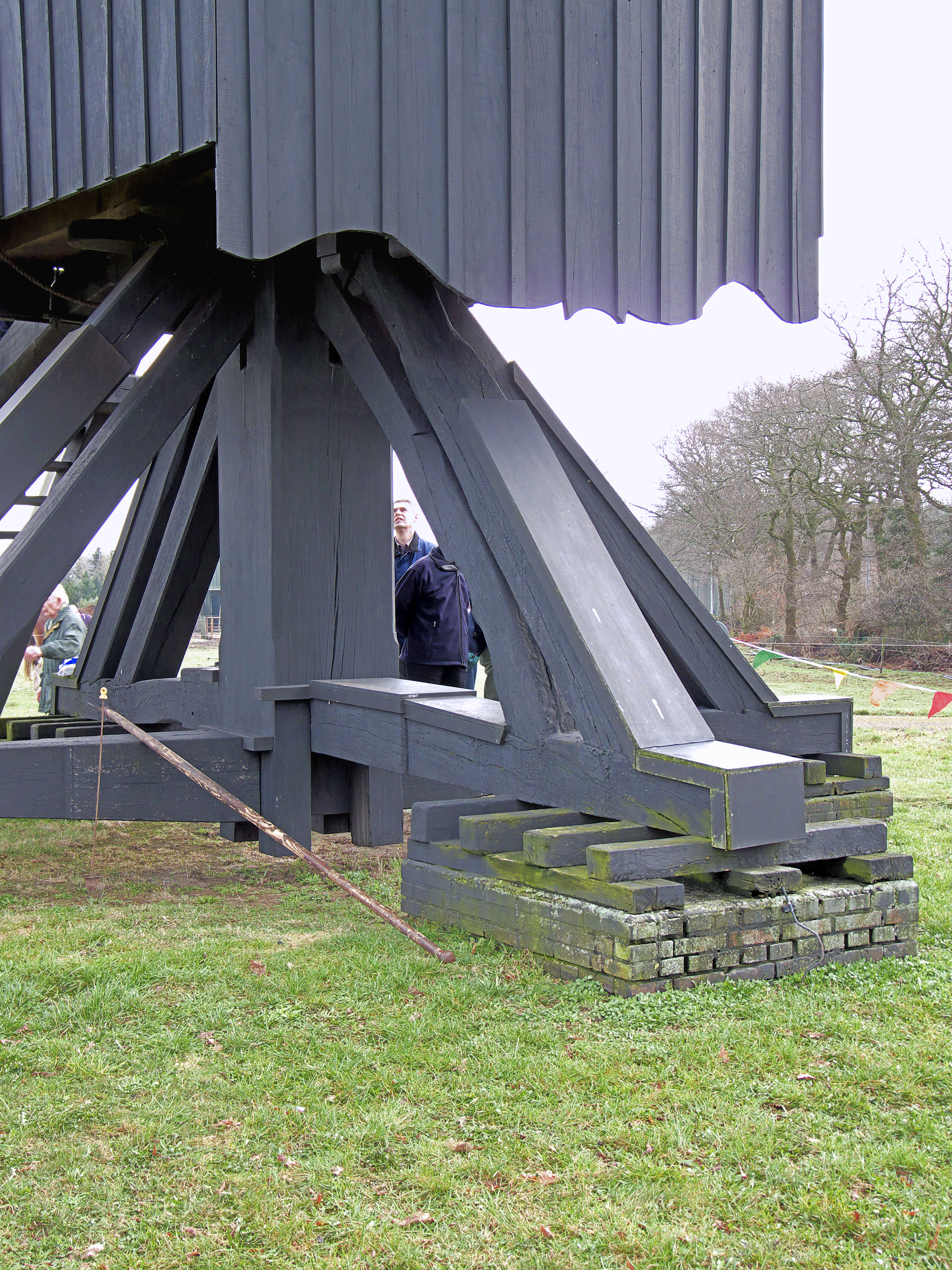
De kruisplaten, rustend op de teerlingen, van Standerdmolen Ter Haar.

Met kruisplaten worden de twee gekruiste zware balken bedoeld waarop een standerdmolen rust.
De kruisplaten rusten op hun beurt op de teerlingen, terwijl in het midden van de kruisbalken de standerd of staak is bevestigd, waaromheen het molenhuis draait en die wordt geschraagd door de steekbanden.